# Sitona lepidus
Sitona lepidus is een snuitkever in de familie Curculionidae. 

## Naam en indeling
De wetenschappelijke naam van de soort werd voor het eerst voorgesteld door Leonard Gyllenhaal in 1834. 

## Kenmerken
Sitona lepidus heeft een bruine tot mahoniebruine lichaamskleur en bereikt een lichaamslengte van 4 tot 6 millimeter. De voorzijde van de kop eindigt in een relatief stompe punt.

## Levenswijze
Sitona lepidus is een herbivoor die van verschillende klaversoorten leeft. De kever eet de blaadjes terwijl de larven zich voeden met de wortels van de plant.

## Verspreiding
De snuitkever komt oorspronkelijk voor in delen van Europa. Daarnaast heeft de soort zich verspreid naar Noord-Amerika en sinds 1996 is de soort bekend in Nieuw-Zeeland.